# Wedge Tomb von Inchincurka

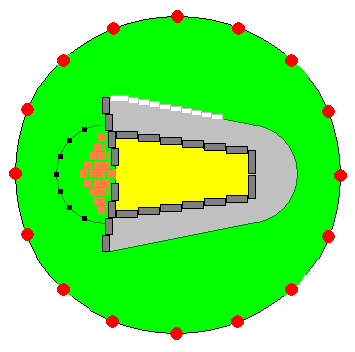
Idealtypischer Grundplan eines Wedge Tombs

Das Wedge Tomb von Inchincurka liegt westlich von Shanlaragh, südwestlich von Macroom im County Cork in Irland. Das Wedge Tomb liegt im Townland Inchincurka (irisch Inse an Choirce, deutsch Insel des Hafers) nahe der Einmündung einer Seitenstraße  in die Hauptstraße R585. Wedge Tombs (deutsch „Keilgräber“), früher auch „wedge-shaped gallery grave“ genannt, sind doppelwandige, ganglose, mehrheitlich ungegliederte Megalithbauten der ausgehenden Jungsteinzeit.
Das vergleichsweise große Wedge Tomb ist etwa 4,0 m lang und hat zwei erhaltene (von vermutlich drei) Decksteine. Der kleinere liegt in der Mitte und ruht auf dem größeren hinteren, der ähnlich wie bei Keamcorravooly über das Ende hinausragt. Am Zugang stehen zwei aufrechte Steine mit der zwischen ihnen liegenden Türplatte. Die Seitenwand besteht aus fünf auf der Süd-Ost- und vier Steinen auf der Nord-West-Seite alle mit abnehmender Höhe in Richtung der Rückseite. Dort befinden sich viele kleine Steine in der Erde.
In der Nähe liegt die Steinreihe von Clodagh.